# Васильєвка (Октябрський район)
Васи́льєвка (рос. Васильєвка) — село у складі Октябрського району Оренбурзької області, Росія.

## Населення
Населення — 488 осіб (2010; 653 у 2002).
Національний склад (станом на 2002 рік):
- росіяни — 71 %